# Dave Weill
Dave Weill, född 25 oktober 1941 i Berkeley, är en amerikansk före detta friidrottare.
Weill blev olympisk bronsmedaljör i diskus vid olympiska sommarspelen 1964 i Tokyo.